# Postřelmov
Postřelmov (niem. Gross Heilendorf) – gmina w Czechach, w powiecie Šumperk, w kraju ołomunieckim. Według danych z dnia 1 stycznia 2012 liczyła 3224 mieszkańców.